# Бёле, Шарль Эрнест
Шарль Эрне́ст Бёле́ (фр. Charles Ernest Beulé; 29 июня 1826 года, Сомюр — 4 апреля 1874 года, Париж) — французский археолог и государственный деятель.

## Биография
Родился 29 июня 1826 году в Сомюре; посещал в Париже Высшую Нормальную школу и в 1849 году послан в Афины, где занялся продолжением раскопок Акрополя и сделал открытия, обратившие на него внимание в учёном мире. Вскоре был отозван в Париж и назначен профессором археологии в Национальную школу хартий.
В 1860 году Бёле был избран в Академию надписей и изящной словесности, а в 1862 году стал постоянным секретарем Академии изящных искусств.
Политическая карьера Бёле началась с 1871 года; избранный от департамента Мен и Луара в национальное собрание, он примкнул к правому центру. Когда в 1873 году Мак-Магон был избран президентом республики, Бёле стал министром внутренних дел, но уже спустя 6 месяцев должен был передать свой портфель герцогу де Брольи. Оскорблённое самолюбие и неудачная игра на бирже так повлияли на Бёле, что он наложил на себя руки; 4 апреля 1874 года его нашли в постели мёртвым.
Похоронен на кладбище Пер-Лашез (участок 4).

## Труды
Издал целый ряд сочинений, посвященных исследованию древностей:
- «L’Acropole d’Athènes» (2 т., 1854),
- «L’Architecture au siècle de Pisistrate» (1856),
- «Les monnaies d’Athènes» (1858),
- «Fouilles et decouvertes» (2 т., 1865—75) — сопоставление новейших раскопок в Италии, Греции, Египте и Месопотамии.
- Сочинение «Procès des Césars» включает в себе многочисленные нападки против Второй империи.